# Kenneth Goudmijn
Kenneth Humphrey Goudmijn (Paramaribo, 4 december 1970) is een Nederlands voormalig voetballer die doorgaans speelde als rechtsbuiten. Tussen 1990 en 2003 speelde hij voor AZ, Eindhoven, opnieuw AZ, Haarlem en Cambuur Leeuwarden. Nadien werd hij trainer. Ook zijn zoon Kenzo werd profvoetballer.

## Spelerscarrière
Goudmijn werd geboren in Suriname, maar al op jonge leeftijd verhuisde hij met zijn ouders naar Nederland. Daar groeide hij op in Heerhugowaard. Hij speelde in de jeugd van HSV Waard '75 en SVW '27. Later kwam hij bij AZ terecht. Daarvoor speelde hij twee wedstrijden en daarna vertrok hij naar Eindhoven. Na twee seizoenen daar, speelde hij nog twee jaargangen bij amateurclub HVV Hollandia. Goudmijn werd in 1993 als speler van Handsome Eight Nederlands zaalvoetbalinternational. In 1995 vroeg trainer Theo Vonk aan Goudmijn of hij weer wilde spelen voor AZ. Daar ging de vleugelspeler op in en in zijn eerste seizoen, waarin hij basisspeler was, promoveerde de Alkmaarse club naar de Eredivisie. Na nog twee jaar in Alkmaar speelde hij voor Haarlem en Cambuur Leeuwarden. In 2002 speelde Goudmijn nog een jaar voor Hollandia, waarna hij stopte als veldvoetballer en nog vier jaar zaalvoetbal speelde bij FC Marlène. 

## Clubstatistieken
| Seizoen | Club               | Competitie     | Competitie | Competitie | Beker | Beker | Internationaal | Internationaal | Totaal | Totaal |
| Seizoen | Club               | Competitie     | Wed.       | Dlp.       | Wed.  | Dlp.  | Wed.           | Dlp.           | Wed.   | Dlp.   |
| ------- | ------------------ | -------------- | ---------- | ---------- | ----- | ----- | -------------- | -------------- | ------ | ------ |
| 1990/91 | AZ                 | Eerste divisie | 2          | 0          | ?     | ?     | —              | —              | 2      | 0      |
| 1991/92 | Eindhoven          | Eerste divisie | 29         | 5          | ?     | ?     | —              | —              | 29     | 5      |
| 1992/93 | Eindhoven          | Eerste divisie | 11         | 1          | ?     | ?     | —              | —              | 11     | 1      |
| 1995/96 | AZ                 | Eerste divisie | 32         | 3          | ?     | ?     | —              | —              | 32     | 3      |
| 1996/97 | AZ                 | Eredivisie     | 19         | 0          | ?     | ?     | —              | —              | 19     | 0      |
| 1997/98 | Haarlem            | Eerste divisie | 31         | 6          | ?     | ?     | —              | —              | 31     | 6      |
| 1998/99 | Haarlem            | Eerste divisie | 31         | 10         | 2     | 0     | —              | —              | 33     | 10     |
| 1999/00 | Cambuur Leeuwarden | Eredivisie     | 28         | 2          | 4     | 2     | —              | —              | 32     | 4      |
| 2000/01 | Cambuur Leeuwarden | Eerste divisie | 30         | 6          | ?     | ?     | —              | —              | 30     | 6      |
| 2001/02 | Cambuur Leeuwarden | Eerste divisie | 30         | 9          | ?     | ?     | —              | —              | 30     | 9      |
| Totaal  | Totaal             | Totaal         | 244        | 42         | 6     | 2     | 0              | 0              | 250    | 44     |

## Trainerscarrière
Bij Marlène begon hij ook met trainen en in het seizoen 2009/10 trainde hij het eerste team. In 2013 begon hij als trainer bij zijn jeugdclub SVW '27 en in 2015 ging hij dat combineren met het coachschap bij FC Marlène. Vanaf het seizoen 2016/17 werd Goudmijn actief als trainer in de jeugdopleiding van AZ. In 2020 werd hij assistent-trainer bij Jong AZ in de Eerste divisie. In februari 2021 werd Goudmijn assistent van Pascal Jansen bij het eerste team van AZ nadat het contract van Marino Pusic ontbonden was.